# Girorrombicosidodecaedro
Em geometria, o girorrombicosidodecaedro é um dos sólidos de Johnson (J72).